# Davin White
Davin Edward White (Phoenix, 31 dicembre 1981) è un cestista statunitense con cittadinanza spagnola, professionista nella NBDL e in Europa.

## Palmarès
- Basketball Champions League: 1

Canarias: 2016-17
- Coppa Intercontinentale: 1

Canarias: 2017